# Manifestations de 2017 et 2018 en Iran
Les manifestations de 2017 et 2018 en Iran (en persan : تظاهرات ۱۳۹۶ ایران, Tazāhorāt-e Hezār-e Sisad-e Navad-e Shesh-e Irān, manifestations de 1396 en Iran) sont une série de manifestations qui se déroulent principalement du 28 décembre 2017 au 1er janvier 2018. Elles ont lieu dans tout le pays et donnent lieu à des scènes de violence entre forces de l'ordre iraniennes et manifestants.

## Historique

### Prélude

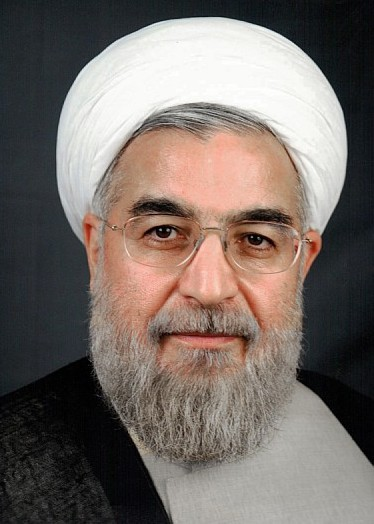
Hassan Rohani.

Au printemps 2017, Hassan Rohani a été réélu à la présidence de la République islamique d'Iran. Son gouvernement était parvenu à réduire l'inflation à moins de 10 %, alors qu'elle était de 40 % sous la présidence de Mahmoud Ahmadinejad ; en revanche le chômage touche toujours 12,5 % de la population active, dont 27 % chez les jeunes. L'accord sur le nucléaire iranien conclu en 2015 n'a pas provoqué l'amélioration des conditions de vies espérée,. La fermeture des sociétés de crédit, croulant sous les dettes, provoque également un fort mécontentement,. 
Selon Armin Arefi, journaliste pour Le Point : « Pour relancer l'économie iranienne, et attirer les investisseurs étrangers, Hassan Rohani a annoncé en décembre lors de la présentation du budget gouvernemental pour la nouvelle année (à partir du 21 mars 2018) de nouvelles mesures d'austérité : une réduction des budgets sociaux et une augmentation des prix du carburant et des denrées alimentaires. Sans pour autant rogner les avantages des puissantes fondations de la République islamique. Une annonce qui a fait l'effet d'une bombe dans un pays qui avait pourtant massivement réélu le président modéré en juin dernier ».
Pour Clément Therme, chercheur à l'International Institute for Strategic Studies (IISS) : « La solution Rohani, en fait, ne fonctionne pas : il y a une contradiction entre le néolibéralisme promu par la faction élue et le clientélisme du régime, que l’on peut voir à l’œuvre notamment dans les manifestations prorégime. La pétro-théocratie parlementaire et milicienne iranienne peut-elle surmonter ces contradictions ? ».

### Manifestations

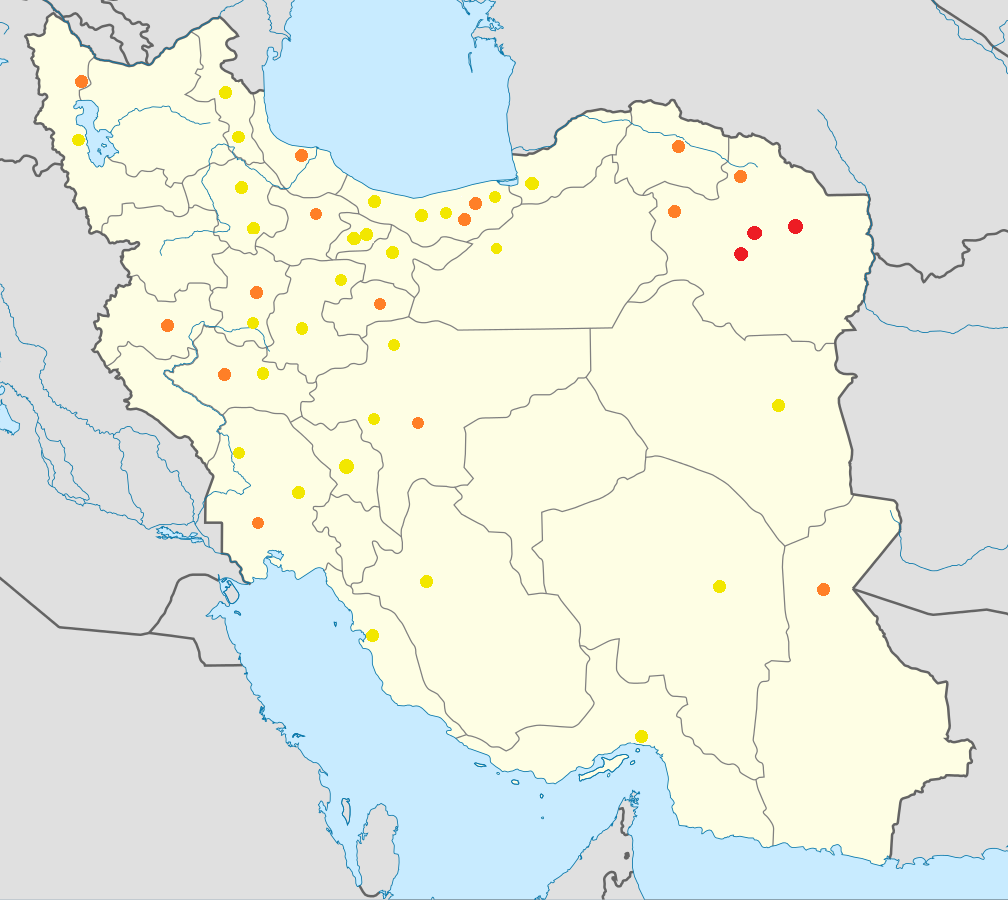
Villes concernées par les manifestations.

Les premières manifestations débutent le 28 décembre à Machhad, avec des slogans contre la corruption et la situation économique du pays et contre le président Hassan Rohani,. Elles sont d'abord menées par les ultra-conservateurs, partisans d'Ebrahim Raïssi et de Mahmoud Ahmadinejad, mais ces derniers se font rapidement déborder,,,. Selon Ghazal Golshiri, journaliste pour Le Monde, ces premières manifestations ont lieu « en raison de la politique d’ouverture vers le monde » du président Rohani, ainsi que « la perte de leurs avantages politiques et économiques. [...] Les manifestants ont d’abord crié « Mort à Rohani », slogan qui n’a pas été entendu ailleurs depuis. Pour beaucoup d’analystes, cela laisse à penser que la manifestation de Machhad était une initiative des adversaires du président qui cherchaient avant tout à l’affaiblir. Mais, très rapidement, les manifestants ont visé tout le système en scandant, entre autres, des slogans comme : « À bas le dictateur. » De là, la contestation s’est répandue dans la quasi-totalité du pays, y compris dans les petites villes ». Selon Delphine Minoui, journaliste pour Le Figaro : « Ironie de l'histoire : la faction conservatrice du régime - que certains analystes disent à l'origine de ces manifestations pour discréditer le président Rohani - semble aujourd'hui dépassée par un mouvement qu'elle pensait contrôler ».

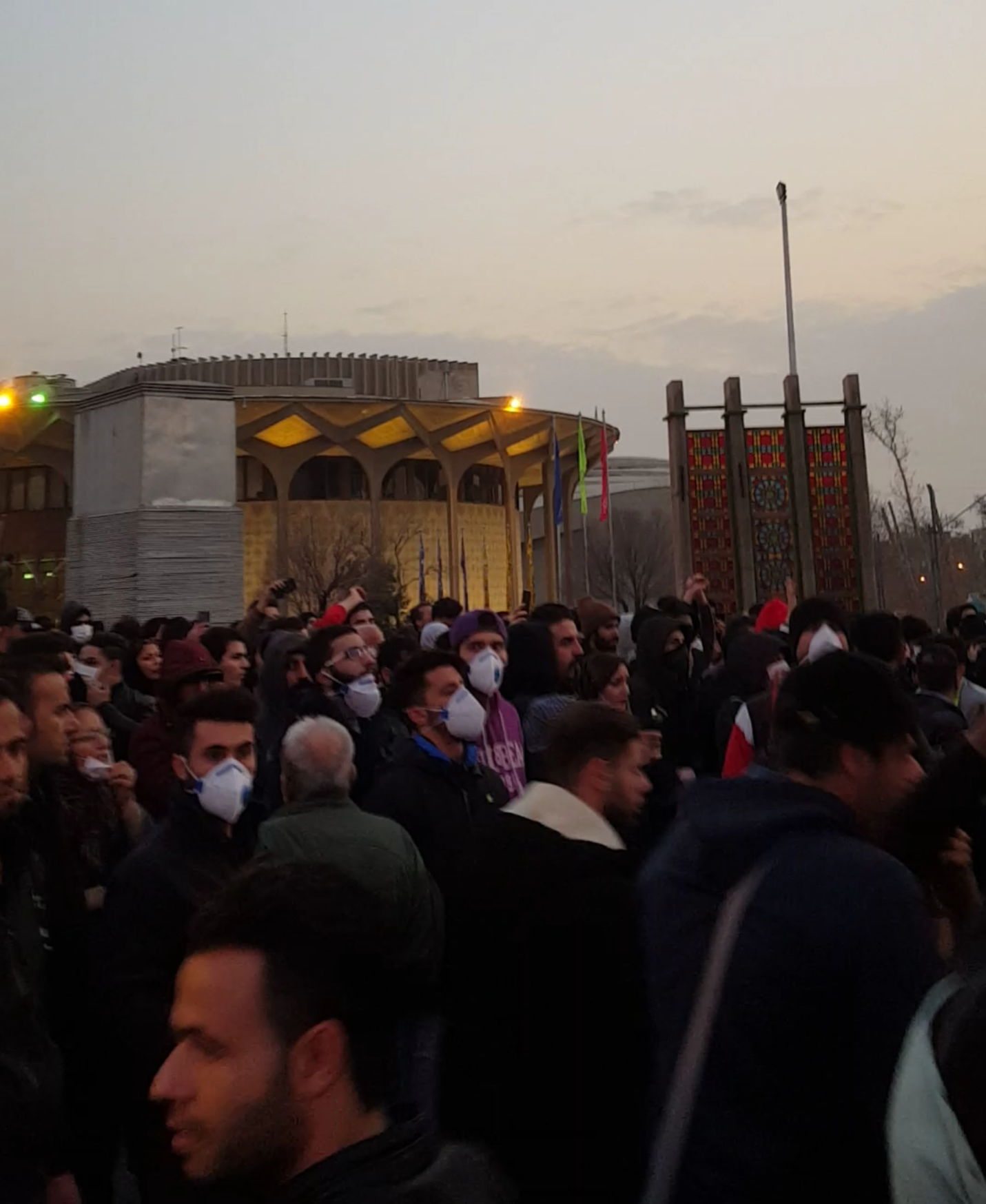
Des manifestants à Téhéran, le 30 décembre 2017.

Pour Delphine Minoui : « La colère qui s'empare de la rue iranienne est effectivement d'une autre teneur qu'en 2009. Parti de province - avant de se propager à travers le pays et d'atteindre la capitale -, le mouvement est avant tout l'expression d'un malaise socio-économique. Le profil des manifestants a également changé : beaucoup de jeunes hommes, de chômeurs, de victimes de l'inflation ou simples citoyens déçus par les promesses économiques que sous-tendait l'accord nucléaire et la levée des sanctions. Autre fait marquant : contrairement aux manifestations de 2009, jalonnées de cris de soutien à Mir Hossein Moussavi et Mehdi Karoubi, deux personnalités réformistes aujourd'hui assignées à résidence, la contestation n'a pas de figure de référence. Les slogans visent d'ailleurs sans distinction le président réputé modéré, Hassan Rohani, et le guide suprême, l'ayatollah Ali Khamenei. Le ton est également plus virulent: traditionnellement plus discrets, les slogans épinglant directement le numéro un du régime sont devenus monnaie courante, tout comme ceux qui dénoncent les Gardiens de la révolution, et leur politique interventionniste en Syrie. Partout, la grogne est évidente ».
Dans l'ensemble, les manifestations dénonçant la corruption et la situation économique prennent une tournure politique. Le mouvement est sans leader et largement provincial, de nombreux manifestants étant des jeunes issus des classes populaires et dans une moindre mesure des classes moyennes,,,. Des femmes prennent place dans les cortèges, notamment pour exiger plus de libertés individuelles,. De nombreux rassemblements ont lieu dans les zones de peuplement des minorités kurdes et sunnites. Les coûteux soutiens militaires et financiers apporté par le gouvernement iranien au régime syrien de Bachar el-Assad, au Hezbollah, au Hamas et aux milices chiites irakiennes sont également dénoncés par les protestataires,,,,. Les manifestations n'ont cependant pas l'ampleur de celles de 2009 ; les protestataires ne sont que quelques milliers dans l'ensemble du pays, contre plus d'un million à Téhéran neuf ans auparavant,. Au total, seulement 42 000 personnes prennent part aux manifestations de 2017-2018 selon le ministère iranien de l'Intérieur, bien que ce chiffre soit possiblement minoré. Aucun groupe politique influent du pays ne lance d'appel à manifester. 

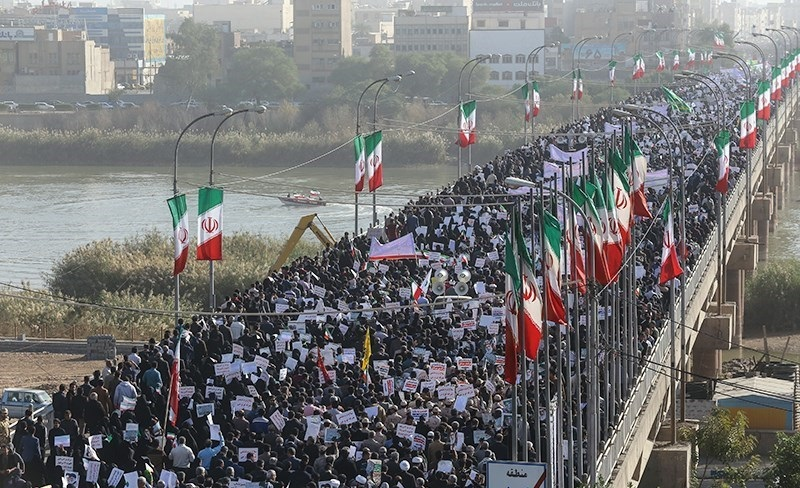
Manifestation pro-gouvernementale à Ahvaz, le 3 janvier 2018.

Les premiers morts sont relevés le soir du 30 décembre, lorsque deux personnes sont tuées à Doroud,. Des contre-manifestations pro-régime ont également lieu le même jour à Téhéran, à Machhad et dans d'autres villes,. Les manifestants attaquent et parfois incendient des bâtiments publics, des centres religieux, des banques, des voitures de police ou des sièges du Basij. Le soir du 31 décembre, dix personnes trouvent la mort dans les violences en Iran : six manifestants sont tués par balles à Toyserkan, deux personnes sont tuées à Izeh et deux autres à Doroud. Le 1er janvier, un policier est tué à Nadjafabad. De violents affrontements ont lieu dans la nuit du 1er au 2 janvier : six manifestants sont tués à Qahderijan, dans la province d'Ispahan, en essayant de prendre d'assaut un poste de police ; un enfant est tué et son père blessé par des tirs alors qu'ils paraissaient à un rassemblement à Khomeinyshahr ; et un membre du Corps des Gardiens de la révolution islamique est tué à Kahriz Sang (en),. Une centaine de personnes sont également arrêtées dans la province d'Ispahan. Une quarantaine de villes petites et moyennes sont alors touchées par les manifestations. La mobilisation est plus faible à Téhéran. Cependant, 200 personnes y sont arrêtées le 30 décembre, 150 le 31 décembre, et environ 100 le 1er janvier. Dans la capitale, les protestataires sont principalement des étudiants : les rassemblements se cantonnent autour de la place Enghelab et près de l'université. Au 2 janvier, le bilan est de 21 morts, dont 16 manifestants ; mais l'ONG Iran Human Rights avance quant à elle le bilan de 24 morts. Quelques jours plus tard, un jeune manifestant arrêté à Téhéran se suicide en prison. Cependant, comparé à la répression des manifestations de 2009, l'usage de la force par le régime reste relativement limité,. Les Gardiens de la révolution islamique restent en retrait et n'interviennent que dans quatre villes début janvier.
La situation est globalement calme les soirs des 2 et 3 janvier à Téhéran et dans la plupart des villes iraniennes,. Les 3 et 4 janvier, de nouvelles manifestations pro-régime sont organisées : des dizaines de milliers de personnes se rassemblent dans plusieurs villes,. Le 3 janvier, le général Mohammad Ali Jafari, le commandant en chef du Corps des Gardiens de la révolution islamique, annonce alors « la fin de la sédition ». Les manifestations se poursuivent mais s'essoufflent,.
Au 11 janvier, Amnesty International affirme avoir dénombré cinq morts en détention. Le gouvernement iranien reconnaît pour sa part deux suicides. Au 14 janvier, le bilan officiel des manifestations est de 25 morts. La plupart des personnes arrêtées sont relâchées début janvier ; selon Gholamhossein Mohseini Ejeie, porte-parole du pouvoir judiciaire, 465 étaient encore détenues à la date du 13 janvier.

### Blocage de Telegram
Le 30 décembre, le gouvernement iranien exige la fermeture du groupe Telegram "Amad News" (Amad est l'acronyme en persan de Agaahi, conscience, Mobaareze, combat et Democracy), géré par Rouhollah Zam, sur lequel avait été lancé un appel à l'utilisation d'explosifs artisanaux contre les forces de l'ordre. Cette demande est acceptée par Telegram du fait de la violation de leurs conditions d'utilisation, occasionnant des critiques contre le dirigeant de l'entreprise, Pavel Durov. Le groupe est rouvert le lendemain sous un autre nom (en persan "Sedaye Mardom", la voix du peuple) après que la revocation de l'administrateur ayant appelé à la violence. Le 31 décembre, le gouvernement iranien bloque l'accès à Telegram, le réseau social ayant refuser la fermeture d'un nouveau groupe. Pavel Durov tweet à cette occasion que « les autorités iraniens bloquent l'accès à Telegram pour la majorité des iraniens après notre refus publique de fermer le groupe telegram.me/sedaiemardom et d'autres groupes de manifestations pacifiques. »,.

## Réactions
Le 31 décembre, le président Hassan Rohani réalise sa première intervention télévisée depuis le début des manifestations. Selon Ghazal Golshiri, journaliste pour Le Monde, : « Ce modéré a semblé tantôt favoriser les manifestants, tantôt faire un geste vers ses propres adversaires conservateurs qui demandent une répression féroce contre « les agitateurs » ». Il se montre d'une part conciliant en reconnaissant la légitimité des revendications contre l’état de l’économie, la corruption et l’absence de transparence, mais menace d'autre part « ceux qui vandalisent les biens publics et qui sèment le désordre »,. Il dénonce « une petite minorité » d'être responsable des violences. Pour Vincent Eiffling, chercheur à l'Université de Louvain : « Le discours de Rohani est inédit. Les autorités n'avaient jamais reconnu que ces troubles pouvaient être légitimes » ; il estime que le président iranien essaie de récupérer le mouvement à son profit : « Membre du clan modéré, le président justifie la mauvaise situation économique de son pays par l'hostilité des éléments les plus conservateurs de son gouvernement, en espérant s'en débarrasser pour pouvoir mener son propre agenda ».
Cependant Moussa Ghazanfarabadi, le chef du tribunal révolutionnaire de Téhéran, déclare que « Chaque jour qui passe, le crime des personnes arrêtées devient plus grave et leur punition sera plus lourde. [...] Nous ne les considérons plus comme des protestataires qui réclament leurs droits, mais comme des gens qui visent le régime », tandis que le ministère du Renseignement assure que « les émeutiers et les instigateurs » ont été identifiés et que « bientôt, on s'occupera d'eux ». 
De leur côté, les conservateurs et les Gardiens de la révolution islamique menacent de faire « payer le prix » aux manifestants, qu'ils accusent être téléguidés de l'étranger. Le général Rassoul Sanaïrad, l'adjoint du chef des Gardiens de la révolution, accuse l'Organisation des moudjahiddines du peuple iranien et des groupes monarchistes d'avoir été chargés par l'Arabie saoudite et « certains pays européens » de « créer de l'insécurité »,.
Le 2 janvier 2018, le guide suprême de la Révolution islamique, Ali Khamenei, sort de son silence en déclarant que « les ennemis (de l'Iran) s'étaient unis en utilisant leurs moyens, leur argent, leurs armes (...) et leurs services de sécurité pour créer des problèmes au régime islamique ». 
Le président des États-Unis Donald Trump réagit sur Twitter en dénonçant un régime « brutal et corrompu », il appelle au « changement » en affirmant que « les régimes oppresseurs ne peuvent perdurer à jamais »,.
Le 2 janvier, le président Hassan Rohani demande au président français Emmanuel Macron de « prendre des mesures » contre « un groupe terroriste » basé en France — une allusion à l'Organisation des moudjahiddines du peuple iranien — impliqué selon lui dans les manifestations iraniennes.
En Syrie, les manifestations iraniennes sont très bien accueillies par les opposants au régime de Bachar el-Assad ; plusieurs activistes adressent alors des messages de solidarité aux manifestants.